# Zagonara
Zagonara (Zagunéra in romagnolo) è un piccolo centro abitato di meno di cinquecento abitanti nel comune di Lugo, sebbene una parte sia sotto il comune di Cotignola.

## Storia
Il nome Zagonara deriva da diaconara e ciò è dovuto al fatto che in passato tra il clero della vicina Barbiano vi erano molti diaconi che amministravano i beni del piccolo borgo. Ancora oggi l'arciprete parroco di Barbiano è parroco anche di Zagonara.
Il toponimo è attestato per la prima volta in un documento del 950 d.C. Il territorio di Zagonara subì nel tempo numerosi passaggi di proprietà: nel 1138 fu ceduto dall'arcivescovo di Ravenna ai frati camaldolesi di Faenza. La prima menzione di una fortificazione (castrum) risale al 1217, quando i Faentini, in espansione verso nord per contrastare l'espansione dei Conti di Cunio, facerunt munitiones.
Nel 1241 i conti di Cunio acquistarono il castrum dai monaci. Lo persero alla fine del secolo, quando la loro fortuna decadde momentaneamente, per poi riacquistarlo nel 1311. Aggiunsero alla fortificazione una rocca e un torrione, lo circondarono di una fossa e rifabbricarono il palazzo che gli era stato ceduto dai monaci.
Il castrum di Zagonara è menzionato nella Descriptio provinciæ Romandiolæ, censimento fiscale dei territori settentrionali dello Stato della Chiesa redatto nel 1371. L'insediamento contava 22 focularia, cioè soggetti con capacità lavorativa (in altre parole, famiglie che producevano reddito, quindi che erano tassabili). Nel 1385 e nel 1395 subì l'assedio dei faentini, acerrimi nemici dei conti di Cunio.

Dopo la battaglia del 1424 e la distruzione del castrum, nel 1440 Zagonara fu inglobata nel territorio di Lugo, di cui fa parte tuttora.
Dopo che i Barbiano si trasferirono in Lombardia nel XV secolo, in ricordo del loro castello di Zagonara (ormai distrutto) crearono, presso il loro feudo di Belgioioso, una grande azienda agricola denominata Zagonara, tuttora esistente.

## La battaglia di Zagonara
Zagonara viene ricordata soprattutto per la battaglia combattuta il 28 luglio 1424 fra le truppe della Repubblica di Firenze e le milizie milanesi di Filippo Maria Visconti. La battaglia è "ricostruibile attraverso quattro, essenziali ed importantissime testimonianze: quella dell'ambasciatore fiorentino Rinaldo degli Albizzi, quella del cronista forlivese Giovanni Merlini (meglio noto come Giovanni di Mastro Pedrino), quella del celebre Biondo Flavio e quella del cronista milanese Andrea Biglia".
Un certo numero di famosi condottieri italiani del XV secolo prese parte allo scontro bellico, che vide fronteggiarsi 16 000 uomini.
La battaglia culminò quando Carlo I Malatesta, signore di Rimini, intervenne a sostegno di Alberico II da Barbiano (nipote del famoso condottiero), le cui truppe erano sotto assedio nel castello di Zagonara da mercenari milanesi guidati da Angelo della Pergola. Il Pergola aveva circa 4 000 cavalieri e 4 000 fanti. Le truppe del Malatesta (pari a circa 8 000 cavalieri) abbandonarono l'assedio di Forlì e attaccarono i Visconti, guidati da Secco da Montagnana.
Ben presto l'attacco iniziale della cavalleria fiorentina svanì: dopo diverse ore di battaglia, furono sottomessi dal contrattacco del Pergola.
Il Malatesta stesso fu catturato, insieme con circa 3 000 uomini d'arme e 2 000 fanti, e il castello di Zagonara venne distrutto.

## La riscoperta delcastrum
A partire dal 2017 l'Università di Bologna ha iniziato ad effettuare degli scavi nell'area del castrum di Zagonara. Sono stati riportati alla luce: i resti della chiesa del castello (intitolata a Sant'Andrea, la cui prima menzione nelle fonti storiche risale al 1081), tracce di un'area cimiteriale e un muro interno (si ipotizza che fosse un tramezzo interno della rocca). Sono stati raccolti materiali databili al XIII-XIV secolo. Sia all'interno dell'edificio sia all'esterno sono state trovate numerose sepolture.
L'evidenza archeologica mostra che nel XIII secolo la chiesa fu ampliata. Forse ciò avvenne in concomitanza con l'edificazione del castello da parte dei Faentini.
Dopo la distruzione del castello, che fu interamente abbattuto, le pietre divennero materiale di recupero per altre costruzioni.